# Cupid's Chocolates
Cupid's Chocolates (xinès simplificat: 爱神巧克力'進行時, pinyin: Ài shén qiǎokèlì'jìnxíng shí, literalment 'Xocolates de Cupido, el temps passa' és una sèrie de dongman xinesa. El manhua va ser creat per Vivian Tian Zong a principis de 2015. Tingué una adaptació a donghua produïda per Tencent Pictures, que es va estrenar al desembre de 2015.

## Argument
Jiang Hao Yi és un estudiant normal de secundària que té molta por de ficar-se en problemes, però de sobte es converteix en el rei de l'harem de la seua escola, amb moltes xiques que no coneix confessant-li el seu amor.